# Episodi di Un medico in famiglia (settima stagione)
La settima stagione della serie televisiva Un medico in famiglia viene trasmessa in prima visione dal 27 marzo al 26 maggio 2011 su Rai 1. Tale stagione è l'unica in cui Nonno Libero (Lino Banfi) non è mai presente ed è la prima girata in alta definizione. Un grande addio è quello del dott. Guido Zanin (Pietro Sermonti), che si dirà essere morto in un incidente stradale. Nuovo amore di Maria sarà il giornalista Marco Levi (Giorgio Marchesi); altra new entry è l'ex marito di Bianca, Gus (Paolo Conticini). Il personaggio di Nonna Enrica fa la spola tra Roma e New York, dove si trova Libero, e la Puglia, dove gestisce l'azienda di famiglia. Il personaggio di Nilde (la sorella di Lele e primogenita di Libero), interpretato da Anita Zagaria, compare sporadicamente (episodi 5, 7, 21 e 23) e questa è l'ultima stagione in cui appare, trasferendosi definitivamente in Puglia per gestire l'azienda. Ultima stagione anche per Alberto (Manuele Labate), figlio di Nilde, che andrà in Puglia, e per Reby (Carlotta Aggravi), la storica amica di Maria, che tornerà a Milano.
| nº | Titolo                               | Prima TV Italia | Ascolti        | Ascolti | Ascolti |
| nº | Titolo                               | Prima TV Italia | Telespettatori | Share   | Fonte   |
| -- | ------------------------------------ | --------------- | -------------- | ------- | ------- |
| 1  | Ricominciare                         | 27 marzo 2011   | 6.387.000      | 22,14%  | [ 1 ]   |
| 2  | La gita scolastica                   | 27 marzo 2011   | 5.986.000      | 26,24%  | [ 1 ]   |
| 3  | Chi cerca trova                      | 3 aprile 2011   | 5.567.000      | 19,82%  | [ 2 ]   |
| 4  | La bufala delle bufale               | 3 aprile 2011   | 4.950.000      | 21,06%  | [ 2 ]   |
| 5  | Genitori e figli                     | 7 aprile 2011   | 5.322.000      | 18,62%  | [ 3 ]   |
| 6  | L'amico del giaguaro                 | 7 aprile 2011   | 4.697.000      | 18,81%  | [ 3 ]   |
| 7  | Il coraggio della paura              | 14 aprile 2011  | 5.175.000      | 17,69%  | [ 4 ]   |
| 8  | Le promesse si mantengono            | 14 aprile 2011  | 4.601.000      | 18,31%  | [ 4 ]   |
| 9  | Se mi lasci non vale                 | 21 aprile 2011  | 4.652.000      | 17,68%  | [ 5 ]   |
| 10 | In volo                              | 21 aprile 2011  | 4.571.000      | 19,53%  | [ 5 ]   |
| 11 | La notte più fredda dell'anno        | 25 aprile 2011  | 5.185.000      | 20,11%  | [ 6 ]   |
| 12 | Il mio Natale sei tu                 | 25 aprile 2011  | 5.263.000      | 22,89%  | [ 6 ]   |
| 13 | Luna nuova                           | 28 aprile 2011  | 5.219.000      | 17,87%  | [ 7 ]   |
| 14 | La prima volta                       | 28 aprile 2011  | 4.629.000      | 17,75%  | [ 7 ]   |
| 15 | Il desiderio più grande              | 5 maggio 2011   | 5.341.000      | 18,81%  | [ 8 ]   |
| 16 | Problema di coppia                   | 5 maggio 2011   | 4.803.000      | 18,59%  | [ 8 ]   |
| 17 | Che notte quella notte!              | 8 maggio 2011   | 4.653.000      | 17,85%  | [ 9 ]   |
| 18 | Questioni di cuore                   | 8 maggio 2011   | 4.376.000      | 20,14%  | [ 9 ]   |
| 19 | La verità ti fa male lo so           | 12 maggio 2011  | 5.333.000      | 18,89%  | [ 10 ]  |
| 20 | Tra color che son sospesi            | 12 maggio 2011  | 5.108.000      | 20,42%  | [ 10 ]  |
| 21 | Da che parte stai?                   | 15 maggio 2011  | 5.598.000      | 19,93%  | [ 11 ]  |
| 22 | Quello che le donne vogliono davvero | 15 maggio 2011  | 5.552.000      | 24,06%  | [ 11 ]  |
| 23 | La fuga                              | 19 maggio 2011  | 5.542.000      | 19,57%  | [ 12 ]  |
| 24 | Due proposte di matrimonio           | 19 maggio 2011  | 5.398.000      | 22,46%  | [ 12 ]  |
| 25 | Festa di addio                       | 26 maggio 2011  | 5.801.000      | 20,81%  | [ 13 ]  |
| 26 | Matrimonio in bianco                 | 26 maggio 2011  | 5.820.000      | 24,17%  | [ 13 ]  |

- Cast fisso: Giulio Scarpati (Lele Martini), Margot Sikabonyi (Maria), Francesca Cavallin (Bianca), Paolo Conticini (Gus), Ugo Dighero (Giulio Pittaluga), Giorgia Surina (Virginia), Beatrice Fazi (Melina), Gabriele Cirilli (Dante Piccione), Paolo Sassanelli (Oscar Nobili), Giorgio Marchesi (Marco Levi), Manuele Labate (Alberto Foschi), Clizia Fornasier (Albina), Carlotta Aggravi (Reby), Michael Cadeddu (Ciccio Martini), Eleonora Cadeddu (Annuccia), Paola Minaccioni (Maura), Alessandro D'Ambrosi (Davide Orsini), Federica Cifola (Federica), Gabriele Paolino (Bobò Martini), Domiziana Giovinazzo (Elena), Yana Mosiychuk (Inge), Emanuela Grimalda (Ave), Milena Vukotic (Enrica).
- Ricorrenti: Anita Zagaria (Nilde), Giovanni Scifoni (Francesco Matteucci).

## Ricominciare
- Diretto da:
- Scritto da:
- e con: Jinny Steffan (Irma), Monica Vallerini (Gloria), Virginia Barrett, Marco Bonetti, Giorgia Trasselli, Eleonora Sergio (Dora), Sofia Corinto (Palù), Luca Lucidi (Jonathan)

### Trama
Nella parentesi narrativa tra la sesta e la settima stagione, Guido, a seguito di un incidente stradale, perde la vita.
La prima puntata della corrente settima stagione è collocata tre anni dopo l'incidente stradale di Guido, che è morto. Maria, molto addolorata, con l'aiuto di tutta la sua famiglia, bada alla sua piccola Palù e torna a lavorare nella clinica dove lavorava anche Guido. Tornare nell'ambiente condiviso per anni con suo marito non sarà facile, ma grazie ai suoi colleghi, a suo padre e alla sua grinta, Maria trova la forza di andare avanti. Nel frattempo, Nonno Libero, partito per l'America per raggiungere suo fratello, affida il compito di mandare avanti l'azienda dei prodotti alimentari pugliesi a Nonna Enrica. Quest'ultima però vorrebbe trasferirsi di nuovo dai Martini per continuare la sua attività senza continuare a spostarsi, ma a causa di Ave lo spazio è ridotto, e così a entrambe viene l'idea di trasferirsi nella villetta vicino a casa Martini, un tempo abitata da Cettina. Arriva il primo giorno di scuola di Palù, e tutta la famiglia vorrebbe assistere all'entrata in classe della piccola Zanin. Così, all'insaputa di Maria, Ave, Lele, Ciccio, Annuccia, Elena e Bobò decidono di raggiungerla di fronte l'entrata della scuola. È proprio in quest'ambito che la giovane vedova incontra nuovamente Marco (incontrato precedentemente in stazione per il rientro di nonna Enrica dalla Puglia), padre di Jonathan, compagno di classe di Palù, giornalista televisivo, divorziato. Alla fine dell'episodio, durante una romantica cenetta nella cioccolateria, Lele chiede ufficialmente a Bianca di sposarlo; questa però rivela a lui di essere ancora legalmente sposata con Gus, padre della piccola Inge. Maria si è un briciolo innamorata di Marco e Marco di lei.

## La gita scolastica
- Diretto da:
- Scritto da:
- e con: Jinny Steffan (Irma), Tresy Taddei (Tracy), Marco Cassini (Enrico Trotta), Giulia Luzi (Giulia), Monica Vallerini (Gloria), Riccardo Rossi (Ron), Sofia Corinto (Palù),  Osvaldo Brigante (Pietro), Luca Lucidi (Jonathan)

### Trama
Bianca telefona a Gus, suo marito, per farsi spedire le carte del divorzio. Intanto continuano i battibecchi tra Ave e Nonna Enrica, le quali si fanno i dispetti. Lele e parte della famiglia decidono di far visita a Tracy e Ciccio i quali, dopo il matrimonio, sono andati a vivere in una piccola villetta situata vicino al maneggio. Nel frattempo Giulio, dopo la partenza di Irma che ha ricevuto un'importante proposta di lavoro, si ritrova a prendersi cura da solo del suo piccolo bambino, Pietro. In collaborazione con l'Università della Sorbona di Parigi, Lele si occupa della ricerca di un farmaco che può curare una grave malattia, la granulomatosi di Wegener, e a sorpresa si ritrova a lavorare con una sua vecchia collega conosciuta proprio in Francia: Virginia. Annuccia si caccia nei guai dopo avere rinchiuso un suo compagno di scuola in uno stanzino, per vendicare la sua amica Giulia. Fortunatamente a difenderla ci pensa la sorella maggiore. Intanto, la piccola Palù si prepara alla sua prima gita scolastica, ma le cose non vanno come previsto, infatti lei e Jonathan non riescono a prendere l'autobus e la gita sarà diversa. Nel finale di questo episodio, Maria, leggendo un volantino pubblicitario dove c'era scritto Un Nuovo Look Per Una Nuova Vita, decide di cambiare look ai suoi capelli che, da lunghi e lisci com'erano, diventeranno corti e un po' ricci.

## Chi cerca trova
- Diretto da: Elisabetta Marchetti.
- Scritto da: Giuseppe Badalucco, Antonio Cosentino, Franca De Angelis, Emanuela Del Monaco.
- e con: Jinny Steffan (Irma), Tresy Taddei (Tracy), Aide Aste (Maria Pia), Delia D'Alberti (Livia), Marco Bonetti, Alessio Caruso, Monica Vallerini (Gloria), Sandra Collodel, Giorgia Trasselli, Alex Partexano (Mario Lanzotti)

### Trama
Mentre Bianca si reca da un avvocato per riuscire ad avere notizie riguardanti suo marito Gus, Lele rassicura la sua compagna che è sempre più gelosa degli atteggiamenti che il medico ostenta verso Virginia, la sua collega di lavoro. Nel frattempo a Nonna Enrica viene in mente l'eccellente idea di organizzare un'asta di beneficenza, per riuscire a racimolare del denaro per finanziare la ricerca alla quale Lele sta da anni lavorando. Grazie all'aiuto di tutta la famiglia Martini e al generoso contributo di un amico di vecchia data di Nonna Enrica, il commendatore Lanzotti, l'asta si rivela un successone. Intanto la preside della scuola di Annuccia chiede alla giovane Dott.ssa Martini se è interessata ad avviare uno sportello psicologico all'interno dell'istituto, ed è proprio grazie a Ivan, un ragazzo problematico della scuola che tenta di scappare davanti a loro, che otterrà il suo primo serio incarico.
Tracy rivela a Ciccio che non vede la sua famiglia da anni, perché suo padre Raul, direttore del circo, non ha mai accettato il fatto che lei non volesse condurre una vita da nomade. Ciccio allora, su consiglio di Lele, decide di rintracciare la famiglia circense della moglie ma Raul si mostra molto scettico nei suoi confronti. 

## La bufala delle bufale
- Diretto da: Elisabetta Marchetti.
- Scritto da: Giuseppe Badalucco, Antonio Cosentino, Franca De Angelis, Emanuela Del Monaco.
- e con: Tresy Taddei (Tracy), Monica Vallerini (Gloria), Alessio Caruso, Sandra Collodel, Letizia Ciampa, Elena Cucci (Gaia)

### Trama
Lele e Bianca vengono a conoscenza che Gus è in carcere da due anni in Thailandia. In realtà in galera ci è stato solo due settimane e Gus si presenta in cioccolateria dove fa la conoscenza di Lele, che finge di essere un impiegato della cioccolateria, e lo scambia per un vigile della finanza. Sarà poi Bianca a chiarire l'equivoco e a chiedere il divorzio da Gus per poter sposare Lele. Ciò non sarà così semplice a causa dei casini combinati in Thailandia. Nel frattempo, Gus vuole conoscere sua figlia Inge, ma la piccola non lo accetterà così facilmente, poiché, per lei, suo padre è completamente uno sconosciuto.
Marco annuncia per telegiornale che le mozzarelle della Puglia d.o.p. di Nonna Enrica sono prodotte con latte diverso e non con quello di bufala. Nonna Enrica va su tutte le furie. In realtà, Dante si è dimenticato di consegnarle in tempo e quindi sono andate a male e le ha sostituite con delle mozzarelle comprate al discount. Maria si reca a casa di Marco, gli dice che le mozzarelle di Nonna Enrica non erano quelle che erano state analizzate e gliene porta un paio delle originali. Il giorno dopo, il giornalista smentisce la notizia delle false mozzarelle, e così Nonna Enrica si sente più sollevata.
Grazie a Ciccio, Tracy riprende i contatti con la sua famiglia circense, venuta a Roma per una tournée, e riallaccia il rapporto con suo padre, inizialmente diffidente, ma, a causa di problemi finanziari, la loro tournée è annullata. I circensi dovranno quindi rimanere al maneggio ancora qualche giorno. Ciccio organizza inoltre un pranzo di famiglia, per far conoscere i suoi parenti e quelli di Tracy. 

## Genitori e figli
- Diretto da: Elisabetta Marchetti.
- Scritto da: Giuseppe Badalucco, Antonio Cosentino, Franca De Angelis, Emanuela Del Monaco.
- e con: Elsa Martinelli (Olga), Virginia Barrett, Alessio Caruso, Monica Vallerini (Gloria), Sandra Collodel, Tresy Taddei (Tracy), Luca Lucidi (Jonathan)

### Trama
Lele tiene una lezione sull'ambiente a scuola di Annuccia e spopola tra i compagni della figlia. Gus tenta in ogni modo di conquistare Inge, standole accanto ed esaudendo tutti i suoi desideri. Le compra il monopattino sognato dai bambini, ma il veicolo, nascosto da Bianca poiché interdetto da Lele, viene scovato da Bobò che nel provarlo cade a terra facendosi male. Marco si sforza in ogni modo di essere un buon padre per il piccolo Jonathan, che risente fortemente dell'abnegazione totale del genitore al proprio lavoro. Maria suggerisce al giornalista di spiegare tutta la sua passione al figlio, cercando di coinvolgerlo nella sua quotidianità. Mara, un'acrobata del circo, è incinta e Tracy si offre di sostituirla per la tournée. La sua decisione, però, genera un forte attrito con Ciccio, che torna per qualche giorno a casa Martini, rendendo la moglie molto triste poiché non era mai capitato un litigio fra di loro. Annuccia, sull'onda del fervore ecologista, porta a casa un albero reciso trovato per strada. Lele, inizialmente contrariato, è però contento di scoprire una tale carica ideale in sua figlia. Nel frattempo, Alberto arriva da Milano dopo essere stato licenziato. A Poggio Fiorito il ragazzo fa la conoscenza di Albina, ormai amica inseparabile di Reby.

## L'amico del giaguaro
- Diretto da: Tiziana Aristarco.
- Scritto da:
- e con: Elsa Martinelli (Olga), Virginia Barrett, Tresy Taddei (Tracy), Noemi Angeloni (Asia), Giulia Luzi (Giulia), Paolo Romano (Giacomo), Sofia Corinto (Palù), Osvaldo Brigante (Pietrino), Luca Lucidi (Jonathan)

### Trama
Un fulmine a ciel sereno colpisce Bianca: la cioccolateria è stata messa in vendita. Furiosa con Giulio, che l'ha tenuta all'oscuro della cosa, Bianca entra in crisi. Venuto a conoscenza del problema che assilla la moglie, Gus offre a Giulio i soldi necessari per l'acquisto del locale. Per la festa di Halloween Ave prepara i vestitini per Palù, Pietrino e Jonathan, così che Marco possa frequentare casa Martini ed, in particolare, Maria. Reby cerca una casa in affitto per sé e per Alberto, finendo per trovarne una proprio accanto a quella di Albina. Melina scopre il lavoro di cicisbeo di Dante, che è così costretto a confessare tutto alla fidanzata. Ciccio torna a casa e si riconcilia con Tracy, che nel frattempo ha deciso che parteciperà a un unico spettacolo del circo dei suoi genitori per non lasciare il marito da solo per troppo tempo. In piena notte, Annuccia e i suoi compagni di scuola fanno irruzione in un canile per liberare dei cani maltrattati. Il gruppo viene sorpreso dalla polizia e Lele è furente per il gesto della figlia.

## Il coraggio della paura
- Diretto da:
- Scritto da:
- e con: Riccardo Rossi (Ron), Tresy Taddei (Tracy), Paolo Romano (Giacomo), Virginia Barrett, Monica Vallerini (Gloria), Sofia Corinto (Palù), Osvaldo Brigante (Pietrino), Luca Lucidi (Jonathan)

### Trama
I piccoli di casa Martini sono vittime di bullismo a scuola. Quando Lele e Bianca scoprono la situazione convincono i bambini a denunciare alla maestra l'accaduto e, grazie al coraggio di Bobò e alla solidarietà di alcuni compagni, i due bulletti vengono smascherati. Giulio è in crisi nel tentativo di trovare un asilo nido per Pietrino. Un'emergenza in clinica fa venire a Lele l'idea di allestire un baby parking per i degenti e per il personale. Giulio si offre quindi come intrattenitore per ottenere un posto per il figlioletto. Palù ha scelto di fare nuoto come corso pomeridiano, mentre Jonathan, su consiglio del nonno, ha optato per il judo. Il bimbo però si trova male e con gioia sia di Marco che di Maria, i due bambini si ritroveranno a condividere anche le lezioni in piscina. Il circo decide di devolvere i proventi del primo show alla ricerca curata da Lele. Tracy è spaventata all'idea di esibirsi di nuovo dopo tanto tempo, non tanto per la brutta figura che potrebbe fare con il pubblico ma perché non vuole deludere suo padre. Ciccio le consiglia di parlare dei suoi problemi al padre e quest'ultimo la tranquillizza: anche se lei fallisse, lui non per questo le vorrebbe meno bene. 
La sera dello spettacolo accorrono tutti ad ammirare le acrobazie di Tracy e Giulio e Lele si lanciano in un inaspettato fuori programma. Intanto, Federica ha recuperato il numero di cellulare dell'amante di suo marito: si tratta dell'infermiera Gloria. La scoperta condurrà a una inevitabile rissa in clinica.

## Le promesse si mantengono
- Diretto da:
- Scritto da:
- e con: Elsa Martinelli (Olga), Marco Bonetti, Elena Cucci (Gaia), Monica Vallerini (Gloria), Eleonora Sergio (Dora)

### Trama
Bianca va in campagna per lavoro con Gus per una svendita di noci insieme ai gemellini e Inge. Lele, preoccupato che Bianca stia da sola con Gus, esce presto dalla clinica lasciando il lavoro a Virginia e raggiunge Bianca e i figli. Quella notte Lele e Bianca si lasciano andare alla passione. Intanto Maria aiuta Marco a smascherare una bisca clandestina e per non farsi scoprire si baciano.

## Se mi lasci non vale
- Diretto da:
- Scritto da: David Bellini, Chiara Balestrazzi.
- e con: Tresy Taddei (Tracy), Nadia Accetti, Monica Vallerini (Gloria), Paolo Romano (Giacomo), Sofia Corinto (Palù), Ian Anton Sassanelli (Cosimo)

### Trama
Inge vuole lasciare Bobo perché afferma che il bambino sia diventato troppo appiccicoso. L'occasione si presenta subito, infatti Cosimo le chiede se vuole andare al cinema con lui e se si vuole fidanzare. Ciccio, per far venire a Tracy la voglia di avere dei figli, porta al maneggio la piccola Palú ma, quando la bambina lava col sapone liquido il cavallo Ciccio, la ragazza si arrabbia col marito. Quella sera stessa però, Tracy gli rivela che ha deciso di provare ad avere un bambino ; Ciccio ne è ovviamente felicissimo. 
Inge lascia Bobo per Cosimo e quindi lui diventa triste e si arrabbia. Anche Elena si arrabbia con Inge, sia per il fratello che per Cosimo, visto che a lei piaceva. Cosimo e Inge vanno al cinema con Bianca, quest'ultima, però, incontra Gus che cerca di riconquistarla portandola a cena. Lele vede i due ridere e scherzare a cena insieme e si arrabbia. Lele e Bianca dovevano partire per la costa amalfitana e appena lei dice a Lele che è riuscita a liberarsi lui le risponde male, perché risentito dopo quello che ha visto. L'episodio finisce con una scena di gelosia da parte di entrambi, che si conclude con una battaglia con i cuscini.
- Curiosità: Il piccolo Ian Anton Sassanelli (Cosimo, figlio di Maura) è figlio di Paolo Sassanelli (Oscar Nobili, dalla prima stagione) e di Marit Nissen (moglie del Dottor Williams nella decima stagione). Ian Anton è stato scelto inizialmente nella quinta stagione per interpretare l'amichetto di Agnese (figlia dello stesso Oscar), per poi rimanere nella serie frequentando la stessa scuola di Bobò, Elena e Inge.

## In volo
- Diretto da:
- Scritto da: David Bellini, Chiara Balestrazzi.
- e con: Jinny Steffan (Irma), Adelmo Togliani (Pierluigi), Monica Vallerini (Gloria), Noemi Angeloni (Asia), Marco Cassini (Enrico Trotta), Giulia Luzi (Giulia), Eleonora Sergio (Dora)

### Trama
I gemelli sono ancora arrabbiati con Inge e non vogliono parlarle. Quando Gus invita però Inge a fare un giro in mongolfiera e invita i 2 gemelli, loro accettano e Inge non è affatto contenta. A fare il volo con loro c'è anche il fidanzatino di Inge e sua madre, Maura, che si è invaghita di Gus. Però non è ricambiata perché Gus presta attenzione esclusivamente a Bianca e questo infastidisce Lele che appena può li raggiunge in mongolfiera anche se soffre di vertigini. Mentre sono in volo a Bianca cade l'anello di fidanzamento che Lele le ha regalato.

## La notte più fredda dell'anno
- Diretto da: Tiziana Aristarco.
- Scritto da:
- con: Marco Messeri (Giò), Giulia Luzi (Giulia), Monica Vallerini (Gloria), Noemi Angeloni (Asia), Elena Cucci (Gaia), Adelmo Togliani (Pierluigi), Alex Partexano (Mario Lanzotti), Lorenzo Federici (Gianfilippo Colla)

### Trama
Il ritorno di Nonna Enrica dagli Stati Uniti dov'era andata a trovare Nonno Libero fa felice tutta la famiglia Martini. Ma Nonna Enrica durante il ritorno a casa Martini incontra un senza tetto, che dall'aspetto sembra un malvivente, così Ave inizia a spaventarsi mentre Lele Martini cerca di calmare Ave e tutta la famiglia. Ave, il giorno seguente, insieme a Dante, cerca di spaventare il senza tetto, mettendo a repentaglio la vita di Dante, che lo prova a spaventare, pur di farlo andare via da Casa Martini, ma mentre Dante compie l'atto aggressivo (ossia quello di spaventarlo), il senza tetto si difende da Dante, mentre arrivano Gianfilippo Colla e Annuccia Martini. Quest'ultima spiega ad Ave e Dante che il senza tetto è un suo amico e che non si devono preoccupare e che infine non devono dire niente alla Famiglia Martini, così e Dante e Ave mantengono il segreto. Melina, il giorno seguente, non trova più la teglia e così chiede ad Ave dove fosse finita, ma quest'ultima e Annuccia le dicono che forse sarà stato il cane di famiglia, ma Melina è preoccupata. Annuccia fa conoscere il senza tetto alla famiglia che decide di ospitarlo per la notte molto fredda. Ivan scappa di casa della zia e si rifugia nel garage di Annuccia Martini, dove ci sono anche Giulia Biancofiore e Gianfilippo Colla. La sorella di Ivan è molto preoccupata ma Maria riuscirà a scoprire dove è nascosto il fratello. Quando arrivano Maria, Asia e lo psicologo del tribunale, Ivan vuole buttarsi dal tetto se non può vivere con la sorella, gli amici sono molto preoccupati ma a rassicurarli sarà proprio il senza tetto che convincerà Ivan a scendere e a non mettere a repentaglio la propria vita. Vista la brutta esperienza di Ivan e Asia, lo psicologo decide di dare ai due fratelli, una settimana di prova, così che essi tornano ad abbracciarsi e nello stesso tempo riordineranno anche la loro casa. La settimana di prova non andrà molto bene ma lo psicologo deciderà di far vivere i due ragazzi insieme.

## Il mio Natale sei tu
- Diretto da:
- Scritto da:
- e con: Elsa Martinelli (Olga), Paolo Romano (Giacomo), Jinny Steffan (Irma), Tresy Taddei Takimiri (Tracy), Annalisa De Simone, Adelmo Togliani (Pierluigi), Giulia Luzi (Giulia), Elena Cucci (Gaia), Noemi Angeloni (Asia), Monica Vallerini (Gloria)

### Trama
La Famiglia Martini organizza il cenone di Natale invitando amici e parenti. Giulio si doveva travestire da babbo natale, ma dimentica il vestito in lavanderia e quindi tocca a Lele distribuire i regali ai bambini. Gus, il padre di Inge, si trova bloccato all'aeroporto e quindi Lele lo invita a mangiare da loro. Ave è preoccupata per la figlia Albina che non risponde al telefono. Alla cena di Natale partecipa anche lo psicologo che seguiva la questione di Ivan e Asia. Alla fine Ivan canta, insieme a tutti gli invitati alla cena, una canzone per sua sorella Asia.

## Luna nuova
- Diretto da:
- Scritto da:
- e con: Paolo Romano (Giacomo), Tresy Taddei (Tresy), Marco Cassini (Enrico), Giulia Luzi (Giulia)

### Trama
Lele, a causa della presentazione della ricerca per il farmaco a cui sta lavorando, passa sempre più tempo con la sua collega Virginia. L'ex fidanzato di Virginia, sempre più geloso del rapporto tra i due, continua a tormentare la dottoressa che però decide di toglierselo di torno inventando una bugia e dicendo a Giacomo di essere fidanzata con Lele. Anche Bianca è infastidita dal riavvicinamento dei due e a sua volta inizia ad avere più contatti con Gus, al fine di far felice sua figlia nel vedere sempre più spesso il padre da cui è stata per anni lontana. Intanto Ciccio informa Lele e Maria che, finalmente, sua moglie Tresy ha deciso di avere un bambino. Annuccia decide di candidarsi come rappresentante d'istituto, trovandosi a fronteggiare un avversario a lei ben noto, Enrico, l'ex fidanzato della sua migliore amica Giulia. Nel frattempo la preside della scuola di Annuccia viene informata che sua figlia è stata fermata dalla polizia per spaccio di droga davanti alla scuola. Francesco e Maria si trovano così di nuovo a lavorare insieme, provocando la gelosia di Marco. Alla fine Serena, decisa a dire la verità, ammette che dietro allo spaccio di droga c'è lo zampino del suo ex ragazzo.

## La prima volta
- Diretto da:
- Scritto da:
- e con: Marco Bonetti, Giorgia Trasselli, Paolo Romano (Giacomo), Eleonora Sergio (Dora), Giulia Luzi (Giulia), Marco Cassini (Enrico Trotta), Adelmo Togliani (Pierluigi), Luca Lucidi (Jonathan)

### Trama
Alle elezioni scolastiche, il quorum viene raggiunto sia da Annuccia che da Enrico: saranno entrambi quindi i nuovi rappresentanti d'istituto. Alberto decide di passare la notte a casa Martini senza dare alcune spiegazioni a Reby o a Lele e Maria. Reby, inconsapevole di cosa stia succedendo ad Alberto, decide di ravvivare la passione con Alberto su consiglio di Maura rivivendo le prime volte dei due. L'esperimento fallisce, anche dopo i consigli di Melina. Intanto Giacomo, convinto della storia d'amore tra Lele e Virginia, decide di dare i biglietti del concerto di Bruce Springsteen al dottore, il quale però riceve un bel pugno di gelosia in un occhio. Intanto Maria, consapevole di aver dedicato poco tempo a Marco nell'ultimo periodo, decide di chiamarlo anche se questi sembra non essere mai raggiungibile. Anche nel momento in cui suo figlio è ospite a casa Martini, a venirlo a prendere è il nonno. Jonathan, però, nell'uscire dalla casa ha dimenticato il suo inseparabile giocattolo, e Maria decide quindi di andare a casa di Marco per restituirlo. A sorpresa sulla porta di casa, oltre a Marco si presenta anche una sua collega di lavoro vestita con una camicia e un paio di slip. Maria lascia la casa sconvolta, senza lasciarsi dare delle spiegazioni dal giornalista. Albina litiga con il suo fidanzato e decide allora di andare a dormire nell'appartamento che aveva arredato con Alberto ma che ancora non aveva venduto. Paradossalmente la medesima idea viene ad Alberto il quale, trovando la ragazza nell'appartamento, decide di baciarla e così i due passano l'intera notte insieme.

## Il desiderio più grande
- Diretto da:
- Scritto da:
- e con: Tresy Taddei Takimiri (Tracy), Monica Vallerini (Gloria), Giulia Luzi (Giulia), Marco Cassini (Enrico Trotta), Adelmo Togliani (Pierluigi), Eleonora Sergio (Dora)

### Trama
Dopo aver passato la notte insieme, Alberto torna a casa sua e mente a Reby dicendole di aver passato la notte a casa di Ciccio. Dal canto suo, anche Albina mente a sua madre dicendole di aver dormito in albergo, a seguito di un litigio con il suo fidanzato. Maria è ancora infastidita dopo aver scoperto della relazione di Marco con la giornalista Dora, anche se il giovane tenta più volte di convincere Maria che con la collega non vi sia nulla di serio. Intanto, Ciccio è preoccupato perché è da un po' di tempo che cerca di avere un figlio da sua moglie, ma non ci riesce. Così chiede consulto a suo padre, che rassicura il figlio dicendogli che è ancora troppo presto. In seguito Ciccio scopre che Tracy è da un mese che sta prendendo delle precauzioni, a causa della partecipazione a gare ippiche che la obbligano a non rimanere incinta. Infastidito dal comportamento di sua moglie, all'apparenza sembra aver preso bene la notizia ma poi le annuncia di aver accettato la proposta offertagli da una scuderia per partecipare a una corsa: la stessa in cui gareggerà lei, provocando la delusione di quest'ultima. A scuola di Annuccia fervono i preparativi per lo spettacolo di fine anno: Annuccia propone un musical che ha per protagonista i cani, mentre Enrico Trotta ne propone uno che ha come tema quello dei vampiri. Entrambi i progetti vengono approvati. Intanto Inge, invece, confessa alla mamma che le piacerebbe passare il fine settimana insieme a lei e Gus come una vera famiglia.

## Problema di coppia
- Diretto da:
- Scritto da:
- con la partecipazione di: Giancarlo Magalli
- e con: Tresy Taddei Takimiri (Tracy), Annalisa De Simone, Virginia Barrett, Elena Cucci (Gaia), Adelmo Togliani (Pierluigi)

### Trama
Inge chiede a sua madre di accompagnarla al compleanno del padre al casale e di passare la notte lì, ma Bianca spiega alla piccola che non può passare la notte lì con il suo ex marito. Inge, rimasta delusa, organizza insieme al padre un piano per far sì che Bianca sia costretta inconsapevolmente ad andare. Alla cioccolateria, Giulio riceve la visita di un cliente molto particolare, il noto conduttore televisivo Giancarlo Magalli e, preso dall'entusiasmo, cerca di proporgli un nuovo format televisivo: un programma in cui amici o fidanzati si lasciano definitivamente. Intanto Marco e Maria, insieme ai loro piccoli, partecipano a una caccia al tesoro organizzata dalla scuola. Alla fine del gioco, Marco vorrebbe proporre una cenetta a Maria per poter parlare, ma arriva inaspettatamente Francesco, che consegna alla ragazza il saggio di cui avevano parlato e invita la dottoressa a cena a casa sua, lasciando Marco allibito. Lele viene invitato a una festa e decide di andarci soltanto perché verrà accompagnato da Bianca. La stessa sera però Gus, seguendo il fantomatico piano organizzato con la figlia, chiama Bianca chiedendole di accompagnare Inge al casale perché la sua auto si è guastata. Bianca è così costretta ad accompagnarla, rivelando a Lele, con leggero ritardo dell'iniziativa di Inge, discutendo animatamente. Alla festa Lele si reca da solo e Virginia ne approfitta vedendolo ubriaco e lo bacia. Bianca, alla cena per il compleanno di Gus, si rende conto di aver esagerato nell'arrabbiarsi con Lele e decide di raggiungere Lele alla sua festa. La stessa idea viene a Lele che si dirige in macchina verso il casale di Gus. I due si incontrano a metà strada e fanno pace dandosi un appassionato bacio.
Ciccio ha un duro scontro con Tracy prima della gara, lei gli rinfaccia la sua delusione nel vederlo correre come suo avversario. Verso la fine della corsa, quando i due sono testa a testa, Tracy sorride al marito, che decide di perdonarla, capendo di aver sbagliato anche lui. A vincere la corsa è un altro concorrente ma Ciccio e Tracy sono ugualmente contenti perché decidono di riprovare ad avere un figlio e si abbracciano davanti allo sguardo commosso di Lele. 

## Che notte quella notte!
- Diretto da:
- Scritto da:
- con la partecipazione di: Giancarlo Magalli
- Altri interpreti: Monica Vallerini (Gloria), Luca Lucidi (Jonathan)

### Trama
Ave riceve una lettera anonima da quella che sembra essere all'apparenza una donna, nella quale apprende che il cuore di Guido è stato trapiantato nel corpo di suo figlio. La donna ringrazia Ave, incoraggiandola ad andare avanti e a convincerla che una parte di Guido vivrà ora in un altro corpo. Ave vorrebbe conoscere questa fantomatica donna, ma per ragioni di privacy i medici che hanno eseguito l'intervento non possono rivelarle il nome. Intanto Marco dice a Maria di aver troncato la sua relazione con Dora e di aver risistemato il suo appartamento, e in particolare la stanza di Jonathan, per dimostrarsi un padre esemplare. Alberto scopre che Albina e Pierluigi hanno deciso la data del matrimonio, e preso dalla foga si reca da lei e la bacia. Nel mentre, Giulio, in seguito a mille pedinamenti, incontra Giancarlo Magalli al quale vorrebbe proporre il suo nuovo format televisivo. Ma preso dall'eccitazione, Giulio blocca Magalli in ascensore facendosi così arrestare, a seguito della segnalazione del conduttore. Dopo aver scambiato il suo turno in clinica, Lele va insieme a Bianca, Gus e ai tre bambini a una sagra. Nello stesso momento arriva in clinica un paziente che ha bisogno di immediate cure sperimentali: Virginia vorrebbe somministrare il farmaco sperimentale, ma deve chiedere il permesso a Lele, il quale però è irraggiungibile a causa dell'esaurimento della batteria del cellulare. Virginia decide ugualmente di utilizzare il farmaco, che non ha ancora avuto l'autorizzazione ministeriale e i risultati non sono quelli sperati.

## Questioni di cuore
- Diretto da:
- Scritto da:
- e con: Mario Porfito (Donato Spadaro), Olivia Lopez, Monica Vallerini (Gloria)

### Trama
La mattina seguente, Lele corre in clinica dove incontra Virginia e le spiega il fatto avvenuto durante la notte. Oscar si arrabbia con i due perché nello scegliere di somministrare un farmaco ancora non autorizzato potrebbero perdere il lavoro e compromettere il futuro della clinica. Infatti sia la clinica che l'azienda che si occupava della produzione del farmaco vengono denunciati dal fratello del paziente in cura. Nel mentre, Dante e Melina ricevono la visita di un nipote di zia Pasqualina, Andy. Marco e Maria, riavvicinatisi dopo che Maria aveva scoperto Marco con Dora, capiscono di piacersi a vicenda. Una sera Marco invita Maria a una festa ebraica. Marco riporta Maria a casa e mentre sono in macchina finalmente riescono a baciarsi.

## La verità ti fa male lo so
Diretto da: Vanessa Grisolia.
Scritto da: David Bellini, Chiara Balestrazzi.
- e con: Vittorio Viviani (Vitullo), Mario Porfito (Donato Spadaro), Tresy Taddei Takimiri (Tracy), Giulia Luzi (Giulia), Elena Cucci (Gaia), Marco Cassini (Enrico Trotta), Adelmo Togliani (Pierluigi), Olivia Lopez, Monica Vallerini (Gloria), Lorenzo Federici (Gianfilippo)

### Trama
A Villa Aurora si presenta un ispettore del ministero, è il dottor Vitullo venuto a controllare la clinica dopo che Virginia ha scelto di somministrare un farmaco non ancora autorizzato. Mentre la storia d'amore tra Maria e Marco procede a gonfie vele, quest'ultimo riceve un'improvvisa telefonata e scopre che dovrà partire per Venezia. Annuccia preoccupata per la pagella di fine primo quadrimestre chiede a Gianfilippo, il suo ragazzo, di entrare nel sistema informatico della scuola e cambiare il voto di matematica, che è 4. Ma Gianfilippo non vuole e alla fine non lo cambia perché non gli sembra onesto, Annuccia quando lo scopre si arrabbia ma lo sarà ancora di più quando lui dovrebbe cantare con lei in coppia ma si vergogna troppo per farlo, allora Annuccia minaccia di lasciarlo. Lele viene sospeso e nel frattempo si occupa della famiglia. Melina e Dante vanno in una casa dove Melina pulisce, all'oscuro che in quella stessa casa ci sono anche Albina e Alberto che vengono così scoperti dalla coppia che per non ferire Reby e anche per non spaventare la famiglia Martini, decide di non dire niente, almeno per il momento.

## Tra color che son sospesi
Diretto da: Vanessa Grisolia.
Scritto da: David Bellini, Chiara Balestrazzi.
- e con: Adelmo Togliani (Pierluigi), Monica Vallerini (Gloria), Vittorio Viviani (Vitullo), Eleonora Sergio (Dora)

### Trama
Tra Marco e Maria tutto procede per il meglio. Marco va in clinica per fare un servizio a favore di Lele e invita Maria a cena a casa sua dove i due fanno l'amore. Bianca va al casale con sua figlia Inge per vedere suo padre e per la gioia che la loro bambina è stata promossa i due stanno sul punto di baciarsi, quando a un tratto Bianca scorge un documento: arriva dalla Thailandia e annuncia il divorzio con il suo ex marito Gus. Bianca scopre così che Gus non voleva darglielo perché ancora innamorato di lei. Alla fine Bianca raggiunge Lele. Dante che aveva registrato Albina e Alberto mentre facevano l'amore, preme il pulsante sbagliato e la registrazione salta fuori. Cosicché tutta la famiglia lo scopre e lo dice ai due innamorati. Lele viene intervistato per dire la sua opinione sulla sospensione. Purtroppo nell'intervista c'è anche un piccolo pezzo di vita privata e così Bianca scopre del bacio tra Lele e Virginia. Reby intanto viene a sapere della relazione tra Alberto e Albina.

## Da che parte stai?
- Diretto da:
- Scritto da:
- e con: Mario Porfito (Donato Spadaro), Tresy Taddei Takimiri (Tracy), Giulia Luzi (Giulia), Marco Cassini (Enrico Trotta), Eleonora Sergio (Dora), Lorenzo Federici (Gianfilippo)

### Trama
Lele decide di parlare con i suoi figli e dice a Maria, Ciccio e Annuccia come sono andate le cose con Virginia e li rassicura che non c'è stato niente di più oltre quel bacio avvenuto tra l'altro mentre era ubriaco. Confessa ai ragazzi che vuole stare solo con Bianca e che farà di tutto per riaverla. Bianca però è troppo arrabbiata e, volendo riflettere un po' torna a vivere insieme a Inge a casa di Giulio. Lele intanto affronta Virginia e le fa capire una volta per tutte che non è innamorato di lei. Lele e Maria sono molto arrabbiati con Marco perché pensano che il servizio sia stato fatto da lui, per questo Maria lo lascia. Reby intanto ha scoperto che Albina e Alberto stanno insieme e si sfoga con Francesco. Albina è felice di non dover più nascondere la loro relazione a tutti, ma Maria e Ave sono molto arrabbiate con lei, anche se alla fine la madre la perdona e la sostiene. Intanto arrivano a Roma Nonna Enrica e Nilde e quest'ultima non rimane per niente contenta del fatto che il figlio sia disoccupato e si sia lasciato con Reby e propone al figlio di seguirla in Puglia per lavorare nella masseria, ma lui non vuole ascoltarla, perché vuole stare con Albina. Intanto Albina va a trovare Maria in clinica, per cercare il suo perdono. Maria all'inizio non vuole ascoltarla, ma poi le dà tutto il suo sostegno perché in fondo è anche la zia di sua figlia. Maria non riesce invece a perdonare Marco, perché pensa che sia colpa sua il macello combinato con l'intervista a Lele, anche se Marco ha lasciato il suo lavoro per via di questa cosa. Tra Annuccia ed Enrico c'è del tenero e Gianfilippo è molto geloso e crede che di non avere più speranze con lei. Enrico invita Annuccia nella sua casa al mare ma lei dice di non sentirsi ancora pronta per il sesso. Il ragazzo, a sorpresa, si mostra comprensivo e pronto ad aspettare. Elena, Bobò e Inge devono affrontare un corso di sopravvivenza e partecipano anche Lele, Bianca e Gus, qui Bianca ha un mancamento e Lele interviene, sale sul percorso e riesce a salvarla, ma poi cade dall'alto, così viene portato in clinica, dove gli vengono fasciate le costole e un braccio. Bianca gli resta vicino, ma quando lui ci riprova se ne torna a casa. Donato, innamorato di Ave, le gironzola sempre intorno, e Nonna Enrica lo intuisce, e così i due fanno credere ad Ave che l'uomo è rimasto fuori casa per dei lavori di ristrutturazione. Nonna Enrica propone di ospitarlo in casa loro per qualche giorno e Ave accetta.

## Quello che le donne vogliono davvero
- Diretto da:
- Scritto da:
- e con: Mario Porfito (Donato Spadaro), Tresy Taddei Takimiri (Tracy), Giulia Luzi (Giulia), Marco Cassini (Enrico Trotta), Elena Cucci (Gaia), Monica Vallerini (Gloria), Vittorio Viviani (Vitullo), Annalisa De Simone

### Trama
Dante e Melina iniziano a credere che ci sia un ménage à trois tra Ave, Enrica e Donato, così lui alla fine rivela ad Ave di essere innamorato di lei e la invita a cena. Reby intanto scopre che Maria ha perdonato Albina e fa saltare un concerto andandosene infuriata. Bianca scopre di essere incinta e Oscar le consiglia di pensarci e le dà le chiavi della spiaggia di Fregene, e così parte non rivelando a Gus e a Inge dove è diretta. Lele vorrebbe parlarle per chiarire ma non la trova, poi prova anche al casale di Gus, che lo tratta sgarbatamente, Inge invece gli fa capire che sente la mancanza di tutti e che se venisse a sapere qualcosa lo chiamerebbe subito. Marco incontra Lele e gli spiega come sono andate le cose e del suo licenziamento e così Lele gli crede e cerca di far ragionare anche Maria che però non ne vuole più sapere. Virginia viene attaccata da Oscar per la situazione che ha creato a Lele. Virginia riesce a capire dov'è Bianca, la va a trovare e le rivela che Lele ama solo lei, Bianca. Lele viene reintegrato in clinica e tutti festeggiano. Oscar cerca di fargli capire dove si trova Bianca e così quando Inge lo chiama dicendogli che Bianca è da sola al mare, Lele capisce che è a Fregene e si precipita là e trova Bianca in mare sulla barchetta di Oscar, la raggiunge con il canottino di un bambino e fanno pace, finendo però entrambi in acqua. Tornati a riva, lui le confessa di volere un figlio e lei gli dice che il suo desiderio si è già avverato. Maria incontra Marco in piscina e viene a sapere che lui ha intenzione di partire per sempre per Francoforte dove inizierà una nuova vita con Johnny, ma lei ci rimane malissimo, così va a trovare Reby per essere confortata e fanno pace.

## La fuga
- Diretto da:
- Scritto da:
- con la partecipazione di: Giancarlo Magalli
- e con: Elsa Martinelli (Olga), Mario Porfito (Donato Spadaro), Tresy Taddei Takimiri (Tracy), Lorenza Sorino (Micol), Monica Vallerini (Gloria)

### Trama
Inge scappa di casa perché dice che tutti pensano solo al fratellino e non a lei, infatti per via del fratellino non può fare le cose che faceva quando era piccola. A questo punto la signora Olga, a cui Dante fa da accompagnatore, gli propone di sposarla. Intanto Bianca ha preparato una torta gigante per la festa di compleanno di Maria, di cui Francesco e Reby si stanno occupando all'insaputa di Maria. Mentre Alberto e Albina, non riuscendo a trovare un lavoro che permetta loro di restare nella stessa città, decidono di trasferirsi da Nilde per aiutarla con la masseria e lei è ben contenta di accogliere i due ragazzi. Intanto il lavoro di Virginia è concluso e quindi lei ha deciso di tornare a Parigi perché ha capito che Lele è già fidanzato. Alla fine Bianca non si ricorda se ha avuto la rosolia da bambina, infatti Lele le chiede di stare lontano da Inge, Bianca prova a spiegare a Inge che per il bene del fratellino deve avere meno contatti con lei; solo che Inge si arrabbia e si chiude in bagno. Inge decide di fare come il barone rampante quindi prende tutte le sue cose e scappa passando anche dal casale prendendo il cane. Così inizia la ricerca di Inge.

## Due proposte di matrimonio
- Diretto da:
- Scritto da:
- e con: Elsa Martinelli (Olga), Mario Porfito (Donato Spadaro), Tresy Taddei Takimiri (Tracy), Giulia Luzi (Giulia), Marco Cassini (Enrico Trotta), Lorenza Sorino (Micol), Monica Vallerini (Gloria), Marco Bonetti, Giorgia Trasselli, Lorenzo Federici (Gianfilippo)

### Trama
L'intera famiglia Martini è alla ricerca di Inge, scappata di casa perché trascurata dalla mamma Bianca, incinta del fratellino. Nel frattempo Maria incontra Marco all'asilo in compagnia dell'ex moglie Micol la quale, in seguito a un esaurimento nervoso, cerca di instaurare un rapporto con il marito e il figlio. Le ricerche continuano e finalmente Gus ritrova la figlia al casale, proponendole di partire con lui per Los Angeles. A scuola di Annuccia si apre una competizione tra i due musical per risanare il deficit della scuola, e durante l'esibizione il ragazzo che doveva duettare con lei non si presenta. Sarà Gianfilippo a prendere il suo posto vincendo la gara e riconquistando così la giovane Martini. Melina riferisce ad Ave che Donato non ha alcun guasto a casa. La donna lo affronta e lui le rivela i suoi sentimenti, e poi passano insieme una notte di passione. Dante investe i soldi del matrimonio nell'azione di una società perdendoli e riceve una proposta di matrimonio da Olga, ormai malata e prossima alla morte. Lele e Bianca alla prima ecografia del bambino scoprono che anche Ciccio e Tracy sono in dolce attesa, infatti aspettano due gemelli. Bianca lascia partire la figlia per un paio di mesi, Lele che le chiede di sposarlo, Melina che acconsente al matrimonio del fidanzato e Marco che chiede a Maria di aspettarlo.

## Festa di addio
- Diretto da:
- Scritto da:
- e con: Elsa Martinelli (Olga), Mario Porfito (Donato Spadaro), Lorenza Sorino (Micol), Vittorio Viviani (Vitullo), Elena Cucci (Gaia), Lucio Patanè, Monica Vallerini (Gloria), Sofia Corinto (Palù), Luca Lucidi (Jonathan)

### Trama
Marco e Maria si incontrano all'asilo di Palù e Jonathan, e con grande sorpresa Maria apprende da Micol il trasferimento della famiglia a Francoforte. A casa Martini i preparativi per le nozze di Lele e Bianca procedono, i due infatti decidono di sposarsi prima della partenza di Inge in un paese che dista un'ora da Roma. Nel frattempo anche Dante prepara il suo matrimonio con Olga. La relazione tra Ave e Donato continua in gran segreto, anche se Nonna Enrica, tornata dall'America, si accorge che tra i due c'è qualcosa di più di una semplice amicizia. Alla piccola Palù viene dato il compito di portare a scuola delle foto dei suoi genitori per fare l'albero della vita e Maria aiuta la figlia superando il dolore della scomparsa di Guido. Gus è costretto a causa del nuovo gioco ad anticipare la partenza sua e della figlia saltando il matrimonio e provocando il malcontento di Bobò che alla notizia scappa in camera in lacrime per paura che la bambina possa dimenticarsi di lui. Alla fine però capisce che la piccola Inge soffre e le organizza una festa a sorpresa. Vitullo viene sorpreso in atteggiamenti poco professionali con l'infermiera Gloria, decidendo così di lasciare la clinica con un'ottima valutazione. Melina, il giorno del matrimonio di Dante, scopre di essere incinta, interrompe il matrimonio e si sposano. Maria alla fine decide di non incontrare Marco e di lasciarlo partire per Francoforte.

## Matrimonio in bianco
Diretto da: Tiziana Aristarco.
- e con: Giuseppe Gandini, Riccardo Rossi (Ron), Mario Porfito (Donato Spadaro), Lorenza Sorino (Micol), Pino Calabrese, Tresy Taddei Takimiri (Tracy), Sofia Corinto (Palù),  Luca Lucidi (Jonathan), Lorenzo Federici (Gianfilippo)

### Trama
La famiglia Martini è in delirio per il matrimonio tra Lele e Bianca. In preda al trucco della sposa, Dante rivela la gravidanza di Melina. Maria e Marco non hanno fatto pace e quest'ultimo allora parte per Francoforte con Jonathan e sua moglie; Maria non ha preso per il verso giusto la sua partenza, ma pensa che Jonathan abbia bisogno della presenza dei suoi genitori. Giulio, convinto del suo nuovo mestiere di wedding planner, organizza il matrimonio di Lele e Bianca. Maura è stufa di ascoltare Ron, l'astrologo, e decide di andare da lui a lamentarsi perché, avendolo ascoltato per molto tempo, la sua situazione da single non è cambiata. Marco vuole comunque salutare Maria prima della sua partenza ma, con un abbraccio, i due sentono che la fiamma si sta riaccendendo, ma lui riceve una chiamata della moglie e va via. Per arrivare a Ovindoli, il paesino dove si dovrebbero sposare Lele e Bianca, Giulio affitta il pulmino che lui e Lele usavano per andare a scuola. Mentre la Famiglia Martini sta partendo, arriva Gus per prendere Inge e portarla a casa, visto che il giorno dopo sarebbero partiti. Il pulmino che aveva affittato Giulio non parte più, perciò sono tutti furiosi con lui. Ad aiutare la famiglia arrivano Reby e Francesco, i due nuovi fidanzati. Grazie anche all'aiuto di Francesco, il pulmino parte, e la famiglia è pronta per andare a Ovindoli. Mentre i Martini si dirigono al paese, Maria e Palù vanno all'aeroporto a salutare Jonathan. Per la strada il pulmino ormai andato si ferma, mentre all'aeroporto Marco e Jonathan non hanno più voglia di partire, ma quando Maria e Palù arrivano all'aeroporto l'aereo è già decollato, e quindi vanno via credendo che i due ormai siano partiti. La famiglia Martini trova un alloggio non tanto spazioso; dopo che Maria e Palù sono arrivate a Ovindoli, tutti si sistemano nelle poche camere che sono a disposizione. Ave va a dormire da Donato, il suo fidanzato, e Annuccia va da Gianfilippo e fa l'amore per la prima volta. Appena svegli, tutti aprono le tende e si trovano un paesaggio ricoperto di neve, Bianca non ne è entusiasta perché questa nevicata può rovinare il giorno più bello della sua vita, e se la prende con Giulio. Maura va da Ron e lo accusa di dire solo bugie, e quando va al parcheggio trova la gomma dell'auto bucata, quindi si fa accompagnare da questi. La neve a Ovindoli ha bloccato tutte le strade e allora la famiglia Martini è costretta ad andare con sci, snowboard e quant'altro. Maura e Ron, restando in macchina, scoprono della forte nevicata che c'è stata a Ovindoli, ma comunque tra i due scoppia la scintilla. Bobò scivola e si perde, Lele lo va a cercare, ma il ragazzino viene ritrovato dal sindaco. Tutti aspettano il ritorno di Lele ma lui, trovato da alcuni alpinisti, si ubriaca per riscaldarsi. Arrivato da Bianca, lei lo vede ubriaco; inoltre si scopre che lo chalet non ha la corrente. A un certo punto arrivano Marco e Jonathan; Maria è molto felice, i due rivelano il loro amore e si baciano appassionatamente. Ora Lele e Bianca sono pronti a sposarsi. Accorrono Gus e Inge, che hanno deciso di non partire più, Ciccio, Tracy e Oscar. Dopo il fatidico sì, c'è un'esplosione di baci e abbracci sulle note di "Parlami d'amore, Mariú" musicata da una banda chiamata per l'occasione.